# Caecidotea kendeighi
Caecidotea kendeighi is een pissebed uit de familie Asellidae. De wetenschappelijke naam van de soort is voor het eerst geldig gepubliceerd in 1971 door Steeves & Seidenberg.